# Маркович, Афанасий Васильевич
Афанасий Васильевич Маркович (укр. Опанас Васильович Маркович; 27 января (8 февраля) 1822, село Кулажинцы, ныне Гребенковский район Полтавской области — 20 августа (1 сентября) 1867, Чернигов) — украинский фольклорист, этнограф, композитор. Первый муж писательницы Марко Вовчок.

## Биография
Окончил Киевский университет (1846). Входил в Кирилло-Мефодиевское братство, в связи с чем в 1847 году был выслан в Орёл. В Орле служил помощником правителя канцелярии губернатора, здесь познакомился с русской девушкой Марией Вилинской, женился на ней и увлёк её украинским языком и культурой, сподвигнув на литературное творчество на украинском языке (публиковалась под псевдонимом Марко Вовчок).
В 1851 году вместе с женой вернулся на Украину. Служил на мелких должностях в Чернигове (где жил по соседству с Н. Вербицким), Киеве, Немирове.
В 1853 году в семье Марковичей родился сын Богдан, который был назван в честь любимого супругами гетмана Богдана Хмельницкого.
В 1856 году отправил первые, написанные его женой, рассказы «Выкуп» и «Отец Андрей» в Петербург своему другу П. Кулишу для изданий, положив начало её профессиональной писательской работе.
В 1859 году, узнав об увлечении жены молодым поклонником Александром Пассеком, принял решение расстаться с ней и более никогда не видел ни её, ни сына.
Собрал и подготовил к публикации сборник украинских пословиц (укр. Українські приказки), изданный в 1864 г. в Санкт-Петербурге Матвеем Симоновым (под псевдонимом Номис).
Марковичу принадлежит также музыка к драме Ивана Котляревского «Наталка Полтавка», в дальнейшем профессионально обработанная Алоизом Едличкой.
Умер от туберкулёза. Похоронен на Болдиных горах.

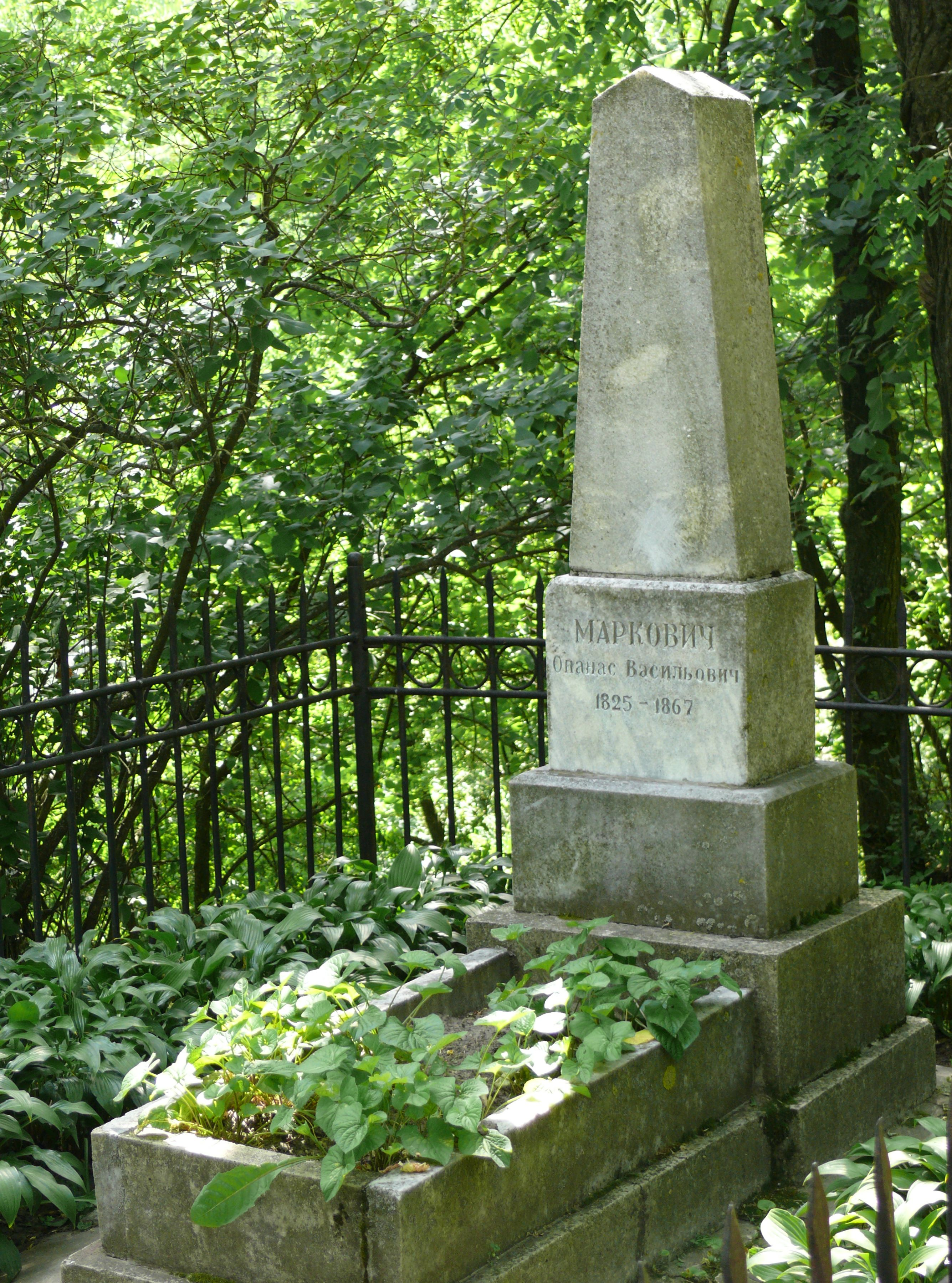
Могила Марковича

## Оценки современников
Помню, заметив одного довольно плотного господина, я спросил — «Кто это?» — «Муж Марка Вовчка» — получил в ответ таким тоном, что больше сказать о нем нечего. — Забытый автор «Ще не вмерла Украина»